# 色温度計
色温度計 (いろおんどけい)とは、光の色を色温度という指標を用いて測定する装置である。

## 種類
大別して、写真用色温度計と照明用色温度計の2種類がある。

### 写真用色温度計
被写体を照明する光の色に応じて適切なフィルターを選択するための指標として、光の色を測定する。このため、センサーの感度はフィルムの感度に合わせて設計されており、光の色を写真用色温度という指標で表示する。
一般的に、青、緑、赤に対して感度がある3センサー型が用いられ、写真用色温度の計算には青／赤のセンサー出力比が用いられる。タングステンランプのように分光スペクトルが連続した光源に合わせて設計されており、3波長タイプの蛍光灯や、ナトリウムランプなど輝線スペクトルを含む光源に対して用いる場合には誤差が大きくなることがある。

### 照明用色温度計
色彩照度計ともいい、住居やオフィス等の一般的な照明や、商品等を自然な色合いで観察できるようにするための店舗照明等の色を測定する。またプロジェクター等の投影型表示装置のホワイトバランスを調整したり、検査したりする目的でも用いられる。人間の目の分光感度に合わせたセンサーが搭載されており、相関色温度という指標で表示する。近年普及が進みつつあるLED照明などの連続でないスペクトルをもった光源を測定する場合には、センサーの分光感度が視感度に対して高精度で一致している必要がある。